# 2021 en Égypte
Chronologie de l'Égypte
- 2017
- 2018
- 2019
- 2020
- 2021
- 2022
- 2023
- 2024
- 2025

 2019 par pays en Afrique — 2020 par pays en Afrique — 2021 par pays en Afrique — 2022 par pays en Afrique — 2023 par pays en Afrique
Cet article traite des événements qui se sont produits durant l'année 2021 en Égypte.

## Événements
- En cours toute l'année : Pandémie de Covid-19 en Égypte.

### Janvier
- du 13 au 31 janvier : le championnat du monde masculin de handball 2021 se tient sur 4 sites[1],[2].
- 18 janvier : reprise des vols directs entre l'Égypte et le Qatar, qui avaient cessé en 2017. 300 000 Égyptiens vivent au Qatar[3].
- 19 janvier : une boulangère est arrêtée pour « violation des valeurs familiales » parce qu'elle aurait préparé des petits gâteaux à connotation sexuelle. L'arrestation devient un sujet brûlant sur les réseaux sociaux et constitue l'incident le plus récent dans une lutte pour une plus grande liberté d'expression[4].

### Février
- 4 février : le gouvernement libère le journaliste Mahmoud Hussein, d'Al Jazeera, après qu'il a passé 5 ans en prison pour diffusion de fausses nouvelles[5].
- 17 février : L'Égypte achète aux États-Unis 168 missiles RIM-116 Rolling Airframe pour 197 millions de dollars[6]

### Mars
- du 2 au 6 mars : les championnats d'Afrique de cyclisme sur route 2021 se tiennent à Sheikh Zayed City.
- 11 mars : un incendie dans usine de vêtements au Caire fait au moins 20 morts et 24 blessés.
- du 23 au 29 mars : l'échouement du porte-conteneurs Ever Given bloque le trafic maritime au canal de Suez.
- 26 mars : un accident ferroviaire entre deux trains fait 32 morts et 91 blessés[7].

### Avril
- 3 avril : une grande parade marque le transfert de vingt-deux momies royales du musée égyptien du Caire vers le Musée national de la civilisation égyptienne, qui est inauguré à cette occasion en banlieue sud de la ville.
- 18 avril : un accident de train près de la ville de Benha dans le gouvernorat de Qalyubiya, fait 11 morts et 98 blessés.
- 26 avril : l'Égypte signe avec la France l'achat de trente Dassault Rafale pour 3,75 milliards d’euros[8].

### Juin
- du 20 juin au 6 juillet : la coupe arabe de football des moins de 20 ans 2021 se déroule au Caire.

### Septembre
- 13 septembre : le nouveau premier ministre israëlien, Naftali Bennett, rencontre le président égyptien, Abdel Fattah al-Sissi, à Charm el-Cheikh[9]. Il s'agit de la première visite en Égypte d'un Premier ministre israélien depuis la fin de la présidence de Hosni Moubarak[9].

### Novembre
- 12 novembre : Invasion de scorpions d'Assouan

### Décembre
- 3 au 5 décembre : les championnats d'Afrique de karaté 2021 se tiennent au Caire.

## Décès
- 2 janvier : Wahid Hamed, scénariste
- 25 janvier : Abla al-Kahlawi, responsable religieuse, prédicatrice et présentatrice de télévision
- 21 mars : Nawal El Saadawi, écrivaine et psychiatre
- 31 mars : Kamal al-Ganzouri, économiste et homme d'État
- 20 juin : Irene Mambilima, magistrate zambienne morte en Égypte
- 29 juin : Onsi Sawiris, milliardaire et homme d’affaires
- 9 juillet : Jihane el-Sadate, universitaire et veuve de l'ancien président Anouar el-Sadate
- 21 septembre : Mohamed Hussein Tantawi, personnalité politique
- 10 novembre : Gazbia Sirry, artiste peintre
- 21 novembre : Soheir El Bably, actrice
- 31 décembre : Jabir Usfur, critique littéraire et homme politique

#### L'année 2021 dans le reste du monde
- L'année 2021 dans le monde
- 2021 en Afrique
- 2021 en Europe, 2021 dans l'Union européenne, 2021 en Belgique, 2021 en France, 2021 en Italie, 2021 en Suisse
- 2021 par pays en Amérique • 2021 par pays en Asie • 2021 en Océanie
- 2021 aux Nations unies
- Décès en 2021